# Abraham a Sancta Clara

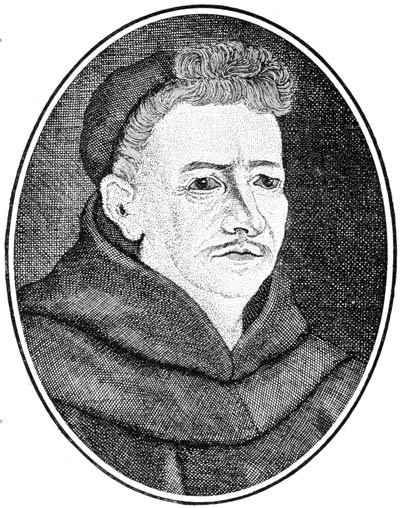
Abraham a Sancta Clara.

Abraham a Sancta Clara (egentligen Ulrich Megerle), född 2 juli 1644, död 1 december 1709, var en augustinermunk och religiös författare.
Abraham var hovpredikant hos kejsar Leopold I. I sina burleska och egendomligt fantastiska predikningar skildrar Abraham det samtida livet i Wien. Han var en verklig folktalare och åtnjöt stort anseende bland sina samtida. Schiller anses ha tagit hans framställningssätt till mönster för kapucinmunkens predikan i "Wallenstein Lager". Bland hans utgivna verk märks  Judas der Erz-Schelm (1686-1695). Sämtliche Werke utkom 1835-54.

## Fotnoter
1. 1 2  SNAC, SNAC Ark-ID: w6fn3ps4, läs online, läst: 9 oktober 2017.[källa från Wikidata]
2. 1 2  Brockhaus Enzyklopädie, Brockhaus Enzyklopädie-ID: abraham-a-sancta-clara.[källa från Wikidata]
3. 1 2 3  Megerle, Johann Ulrich, vol. 17, Biographisches Lexikon des Kaiserthums Oesterreich, s. 260.[källa från Wikidata]
4. ↑  museum-digital, museum-digital person-ID: 40704.[källa från Wikidata]
5. ↑  Charles Dudley Warner (red.), Library of the World's Best Literature, 1897, läs online.[källa från Wikidata]